# Сара Слот Петерсен
Сара Слот Петерсен (дан. Sara Slott Bruun Petersen); Никебинг Фалстер, 7. април 1987) је данска атлетичарка специјалиста за трчање преко препона. Чланица је клуба Орхус 1900 из Орхуса.
На Олимпијским играма 2016 у Рио де Жанеиру такмичила се у 400 метара препоне и освојила сребрну медаљу. Исте године у Амстердаму постала је европска првакиња у истој дисциплини.

## Значајнији резултати
| Представљала Данску | Представљала Данску                       | Представљала Данску           | Представљала Данску | Представљала Данску  | Представљала Данску | Представљала Данску                     |
| Год.                | Такмичење                                 | Место                         | Пласман             | Дисциплина           | Резултат            | Детаљи                                  |
| ------------------- | ----------------------------------------- | ----------------------------- | ------------------- | -------------------- | ------------------- | --------------------------------------- |
| 2003.               | Светско првенство за млађе јуниоре У-18   | Шербрук, Канада               | 4.                  | 400 м препоне        | 59,42               |                                         |
| 2003.               | Европски олимпијски фестивал младих       | Париз, Француска              |                     | 400 м препоне        | 60,18               |                                         |
| 2004.               | Светско првенство за јуниоре У-20         | Гросето, Италија              | 14.                 | 400 м препоне (76,2) | 60,60               |                                         |
| 2005.               | Друга лига Европе                         | Талин, Естонија               | 3.                  | 400 м препоне        | 58,66               |                                         |
| 2005.               | Европско првенство за јуниоре У-20        | Каунас, Литванија             | 4.                  | 400 м препоне        | 58,85               |                                         |
| 2006.               | Друга лига Европе                         | Банска Бистрица, Словачка     | 4.                  | 400 м препоне        | 59,28               |                                         |
| 2006.               | Светско првенство за јуниоре У-20         | Пекинг Кина                   | 9.                  | 400 м препоне (76,2) | 57,67               |                                         |
| 2007.               | Друга лига Европе                         | Оденсе, Данска                | 2.                  | 400 м препоне        | 57,01               |                                         |
| 2007.               | Светско првенство за млађе јуниоре (У-18)‎ | Дебрецин, Мађарска            | 6.                  | 400 м препоне        | 57,52               |                                         |
| 2009.               | Европско екипно првенство — Трећа лига    | Сарајево, Босна и Херцеговина | 1.                  | 400 м препоне        | 56,70               |                                         |
| 2009.               | Универзијада                              | Београд, Србија               |                     | 400 м препоне        | 56,40               |                                         |
| 2009.               | Европско првенство У-23                   | Каунас Литванија              | 6.                  | 400 м препоне        | 56,77               |                                         |
| 2009.               | Светско првенство                         | Берлин, Немачка               | 20.                 | 400 м препоне        | 56,99               | Архивирано на веб-сајту (28. март 2017) |
| 2010.               | Европско првенство                        | Барселона Шпанија             | 10.                 | 400 м препоне        | 57,28               |                                         |
| 2011.               | Екипно првенство друга лига               | Нови Сад, Србија              | 2.                  | 400 м препоне        | 57,52               |                                         |
| 2011.               | Летња универзијада                        | Шенџен, Кина                  | 4.                  | 400 м препоне        | 56,54               |                                         |
| 2011.               | Светско првенство                         | Тегу, Јужна Кореја            | 18.                 | 400 м препоне        | 56,49               | Архивирано на веб-сајту (28. март 2017) |
| 2012.               | Европско првенство                        | Хелсинки Финска               | 9.                  | 400 м препоне        | 56,07               |                                         |
| 2012.               | Олимпијске игре                           | Лондон, Уједињено Краљевство  | 19.                 | 400 м препоне        | 56,21               |                                         |
| 2014.               | Екипно првенство друга лига               | Рига, Летонија                | 6.                  | 400 м препоне        | 62,26               |                                         |
| 2014.               | Европско првенство                        | Цирих Швајцарска              | дисквалификована    | 400 м препоне        | ДИСК, чл. 162.7     |                                         |
| 2015.               | Екипно првенство друга лига               | Стара Загора, Бугарска        | 1.                  | 400 м препоне        | 55,13               |                                         |
| 2015.               | Светско првенство                         | Пекинг, Кина                  | 4.                  | 400 м препоне        | 54,20               | [ мртва веза ]                          |
| 2016.               | Европско првенство                        | Амстердам Холандија           |                     | 400 м препоне        | 55,12               |                                         |
| 2016.               | Олимпијске игре                           | Рио де Жанеиро                |                     | 400 м препоне        | 53,55 НР            |                                         |
| 2017                | Европско првенство у дворани              | Београд Србија                | 8.                  | 400 м                | 52,86               |                                         |

## Лични рекорди
Стање са 25. мартом 2017.
| Дисциплина    | Дисциплина | Резултат | Место           | Датум             |
| ------------- | ---------- | -------- | --------------- | ----------------- |
| 200 м         | отворено   | 24,80    | Банска Бистрица | 18. јун 2006      |
| 200 м         | дворана    | 23,87 НР | Скиве           | 27. фебруар 2016. |
| 400 м         | дворана    | 52,59 НР | Векше           | 13. фебруар 2016. |
| 400 м препоне | отворено   | 53.55    | Рио де Жанеиро  | 18. август 2016   |
| 400 м препоне | дворана    | 56,66 НР | Вал д Реј       | 28. фебруар 2012. |

## Rеференце
1. ↑  Sara Slott Petersen secures Denmark’s first ever Diamond League triumph
2. ↑  Лични рекорди Саре Слот Петерсен на сајту ИААФ